# Maya Mishalska
Maya Mishalska Harasymowicz, ismertebb nevén Maya Mishalska  (Varsó, Lengyelország, 1971. december 8. –) lengyel–mexikói színésznő.

## Élete és pályafutása
Hatévesen kezdett el hegedülni. Tíz évig tanult a Zeneművészeti iskolában, majd  Federico Garcia Lorca által rendezett játékban vett részt. Néhány évvel később Mexikóvárosba ment, hogy  beiratkozzon a Televisa Centro de Estudios Aristicos-ba (CEA), ahol a producerek felfigyeltek tehetségére. Attól a pillanattól kezdve  különböző telenovellákban, filmekben és színházi darabokban vett részt.

## Filmográfia

### Telenovellák
- Mi adorable maldición (2017) -  Elsa Solana Vda. de Villavicencio
- A que no me dejas (Ne hagyj el!) (2015-2016) - Maite (Magyar hangja: Nádasi Veronika)
- Yo no creo en los hombres (2014) - Vera Duval
- Corazón indomable (Maricruz) (2013) - Carmela (Magyar hangja: Orosz Anna)
- Cachito de Cielo (2012) - Lucifer "Lucy"
- Dos Hogares (Kettős élet) (2011)  - Pamela Ramos (Magyar hangja: Csampisz Ildikó)
- Cuidado con el ángel (Árva angyal) (2008–2009) - Blanca Silva/Ivette Dorleaque (Magyar hangja: Madarász Éva)
- Pasión (2007–2008) - Úrsula Mancera y Ruiz Mendoza
- Mujer de Madera (2004–2005) - Piedad és Caridad Villalpando
- Amor real (Tiszta szívvel) (2003) - Marianne Bernier / Marie de la Roquette (Magyar hangja: Balsai Móni)
- María Belén (2001) - Ursula Arana
- Amor Gitano  (1999) - La Condesa Astrid de Marnier
- Tres Mujeres (1998) - Paulina
- Huracán  (1997) - Thelma Villarreal de Vargas Lugo
- La sombra del otro  (1996) - Bernardina
- Cristal Empire (1994) - Coral
- El abuelo y yo  (1992) - Leticia

### Filmek
- Novia que te vea (1994) - Rifke Groman
- Cilantro y perejil' - Viky
- El Jugador - La Francesa
- Un Baúl lleno de miedo - La Senorita Emilia
- La reina de la noche

## Színház
- Honor - Joana Murray Smith
- Las tres hermanas - Chejov
- El retablo jovial - Casona
- La casa de Bernarda Alba - Garcia Lorca
- Bodas de Sangre - Garcia Lorca
- Pedro y el lobo - Prokofiev
- Aladino

## Díjak és jelölések
TVyNovelas-díj
| Év   | Kategória            | Cím             | Eredmény |
| ---- | -------------------- | --------------- | -------- |
| 2005 | Legjobb női főgonosz | Mujer de madera | Jelölés  |